# Parafia św. Urszuli Ledóchowskiej w Lubostroniu
Parafia św. Urszuli Ledóchowskiej w Lubostroniu – rzymskokatolicka parafia w dekanacie barcińskim.

## Rys historyczny
Parafia erygowana 27 sierpnia 1991 roku przez kard. Józefa Glempa. Kościół został konsekrowany 27 sierpnia 1996 roku.

## Dokumenty
Księgi metrykalne: 
- ochrzczonych od 1991 roku
- małżeństw od 1991 roku
- pogrzebów od 1991 roku

## Terytorium parafii
Miejscowości należące do parafii: Lubostroń, Oporowo, Oporówek, Smerzyn, Załachowo.